# Ancasti (departement)
Ancasti is een departement in de Argentijnse provincie Catamarca. Het departement (Spaans:  departamento) heeft een oppervlakte van 2412 km² en telt 3082 inwoners.

## Plaatsen in departement Ancasti
| - Acostilla - Allegas - Ancasti - Ancastillo - Anquincila - Cañada de Ipizca - Cañada de Páez - Cañada Larga - Cañada Verde - Casa Quemada - Casas Viejas - Chiquero Viejo - Ciénaga de Abajo - Cóndor Huasi - Corral de Piedra - El Algarrobito - El Arbolito - El Chañaral | - El Chorrito - El Chorro - El Comedero - El Huayco - El Mojón - El Mollar - El Piquillín - El Potrero - El Quebrachal - El Saladito - El Sauce - El Saucesito - El Taco - El Talita - El Triguito - Higuera El Alumbre - Ipizca - La Brea | - La Calera - La Candelaria - La Corrida - La Cuchilla - La Estancia - La Higuerita - La Majada - La Tigra - La Tunita - La Valentina - Las Bateas - Las Cañadas - Las Chacritas - Las Malvinas - Las Mesadas - Las Ruditas - Los Maidanas - Los Membrillos | - Los Mistoles - Los Mogotes - Los Piquillines - Los Quirquinchos - Navaguin - Orquera - Piedra Parada - Puesto La Morada - Puesto Mi Refugio - Puesto Sin Nombre - San Antonio - San Francisco - San José - Sauce Huacho - Tacana - Tres Sauces - Villa Real - Yerba Buena |